# Serviço nacional
Serviço nacional é um sistema de serviço governamental obrigatório ou voluntário, geralmente serviço militar. O recrutamento é um serviço nacional obrigatório. O termo serviço nacional vem da Lei do Serviço Nacional (Forças Armadas) de 1939 do Reino Unido.
A duração e a natureza do serviço nacional dependem do país em questão. Em alguns casos, o serviço nacional é obrigatório, e cidadãos que vivem no exterior podem ser chamados de volta ao seu país de origem para completá-lo. Em outros casos, o serviço nacional é voluntário.
Muitos jovens passam um ou mais anos em tais programas. O serviço militar obrigatório normalmente exige que todos os cidadãos se matriculem por um ou dois anos, geralmente aos 18 anos (mais tarde para estudantes de nível universitário). A maioria dos países que recrutam recrutam apenas homens, mas a Noruega, a Suécia, Israel, a Eritreia, a Malásia, Marrocos e a Coreia do Norte recrutam tanto homens como mulheres.
O serviço nacional voluntário pode exigir apenas três meses de treinamento militar básico. O equivalente nos EUA é o Serviço Seletivo. Nos Estados Unidos, as inscrições voluntárias no Peace Corps e no AmeriCorps também são conhecidas como serviço nacional.

## Argumentos históricos
Por volta de 100 d.C., Plutarco citou um dos primeiros argumentos a favor do serviço nacional, apresentado por um general romano por volta do século V a.C.:
Com o propósito político de evitar conflitos internos por meio de emprego no exterior, e na esperança de que, quando ricos e pobres, plebeus e patrícios, fossem novamente misturados no mesmo exército e no mesmo campo, e se envolvessem em um serviço comum para o público, isso os disporia mutuamente à reconciliação e à amizade.